# Tristan Egolf
Tristan Egolf (* 19. Dezember 1971 in San Lorenzo de El Escorial, Spanien; † 7. Mai 2005 in Lancaster, Pennsylvania) war ein US-amerikanischer Schriftsteller und Musiker.

## Leben
Tristan wurde in Spanien geboren, da sein Vater dort als Journalist arbeitete. Aufgewachsen ist er aber in Washington, D.C., Louisville, und Lancaster. Seine Eltern ließen sich in seiner Jugend scheiden. Seine Mutter heiratete erneut und sein Stiefvater adoptierte ihn. Tristan übernahm dann auch den Familiennamen des Stiefvaters. Er brach das College ab und reiste durch das Land und lebte von Gelegenheitsjobs. Früher hatte der Schriftsteller in Punkbands gespielt. Zuletzt war er Frontmann von Doomed to Obscurity. Außerdem war Tristan Egolf als politischer Aktivist tätig; er demonstrierte gegen US-Präsident George W. Bush. In Pennsylvania war er auch bekannt als Führer der politischen Gruppe The Smoketown Six.
1998 veröffentlichte er seinen ersten Roman Lord of the Barnyard beim französischen Verlag Gallimard, da das Manuskript von US-Verlagen abgelehnt wurde. Gallimard hatte das Potenzial des Buchs richtig erkannt, denn es wurde von den Kritikern hoch gelobt und erschien später auch in den USA. 2001 folgte Skirt and the Fiddle, das Egolfs Ruf als Nachwuchstalent der US-Literatur festigte, auch wenn sich der kommerzielle Erfolg des Debüts nicht wiederholte. Von seinem dritten Roman Kornwolf sind die ersten drei Kapitel bereits im Internet erschienen. Laut Pressemeldungen soll er zuletzt an einer Rock-Oper gearbeitet haben.
Tristan Egolf lebte in Indiana und schließlich in New York (Bundesstaat). Am 7. Mai 2005 beging Egolf nach monatelangen Depressionen Suizid.

## Werke
- Lord of the Barnyard (1998); deutsch: Monument für John Kaltenbrunner – Vom Schlachten des gemästeten Kalbs und vom Aufrüsten der Aufrechten, Frankfurt/Main (Suhrkamp) 2002. ISBN 3-518-39882-2
- Skirt and the Fiddle (2001); deutsch: Ich & Louise, Frankfurt/Main (Suhrkamp) 2003. ISBN 3-518-41428-3
- Kornwolf (2005); deutsch: Kornwolf, Frankfurt/Main (Suhrkamp) 2009. ISBN 978-3-518-42075-1